# Notre-Dame de Fontenelle
La statue de Notre-Dame de Fontenelle est une statue de la Vierge à l'Enfant du début du XIVe siècle en pierre blanche calcaire de la vallée de la Seine se trouvant dans le cloître de l'abbaye Saint-Wandrille de Fontenelle à Saint-Wandrille-Rançon en Seine-Maritime, Normandie.

## Description
La statue, d'une grande délicatesse, était polychrome à l'origine et l'on y trouve des restes de peinture en maint endroit. Le visage de la Vierge porte la trace des restaurations qui durent lui être appliquées après que la statue a été endommagée lors du pillage de l'abbaye par les huguenots en 1562.

## Culture
- En septembre 1999 les éditions Fontenelle, émanation de l'abbaye, publient un CD de vingt-et-un chants en l'honneur de Notre-Dame de Fontenelle. Le CD, d'une durée totale de 64 minutes, est intitulé Hommage à Notre-Dame de Fontenelle et est composé d'un récital d'hymnes mariales par divers compositeurs (parmi lesquels Jean-Sébastien Bach, Pierre d'Andrieu, Ludwig van Beethoven, Charles Gounod et Camille Saint-Saëns) et interprétées par Sophie-Alice Pinchard (soprano), Michel Baumel (orgue) et Guillaume Willie (violoncelle).